# Dongxing (Neijiang)

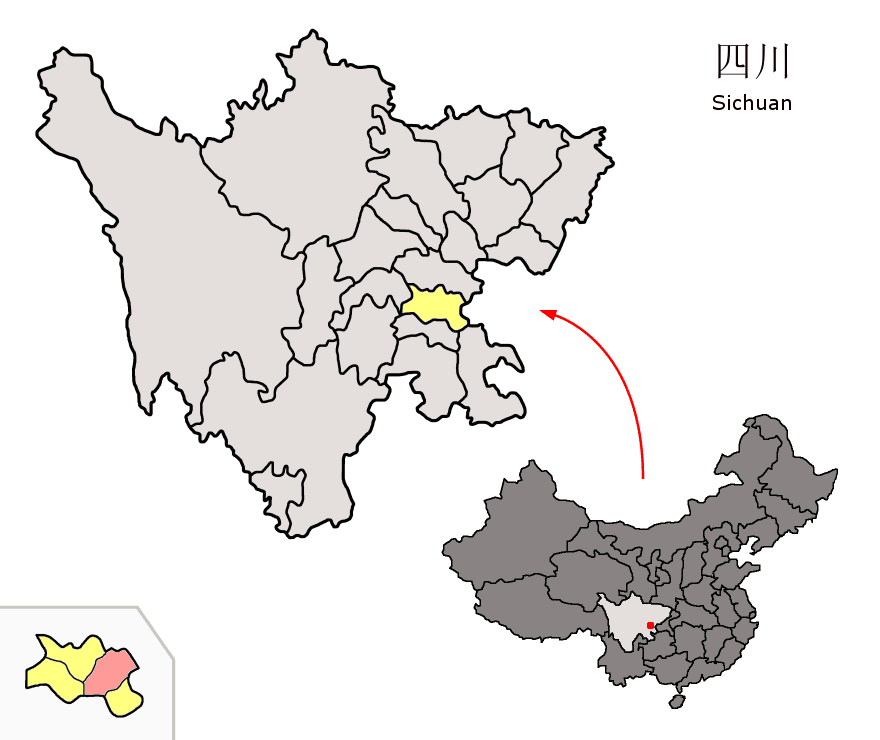
Lage der beiden Stadtbezirke Shizhong und Dongxing (rosa) in Neijiang (gelb) in der Provinz Sichuan.

Der Stadtbezirk Dongxing (chinesisch 东兴区, Pinyin Dōngxìng Qū) ist ein Stadtbezirk der bezirksfreien Stadt Neijiang im Südosten der südwestchinesischen Provinz Sichuan. Er hat eine Fläche von 1.181 km² und zählt 754.120 Einwohner (Stand: Zensus 2020).

## Administrative Gliederung
Auf Gemeindeebene setzt sich der Stadtbezirk aus drei Straßenvierteln, zwölf Großgemeinden und vierzehn Gemeinden zusammen. 